# Schlüsselzuweisung
Die Schlüsselzuweisung ist ein Mittel der Gemeindefinanzierung im Rahmen des kommunalen Finanzausgleichs, in dem sie die wichtigste Position darstellt. Die Schlüsselzuweisung ist eine zweckfreie Zuweisung zur allgemeinen Finanzierung der Ausgaben des Verwaltungshaushaltes. Die finanzielle Unterstützung der Gemeinden durch ein Land ist geregelt im jeweiligen Gemeindefinanzierungsgesetz oder Finanzausgleichsgesetz. Die Höhe der jeweiligen finanziellen Unterstützung einer Gemeinde wird durch Ausgangsmesszahlen in Abhängigkeit von der Einwohnerzahl ermittelt (dabei zählen nur Hauptwohnsitze).

## Gemeindesonderschlüsselzuweisung
Die Gemeindesonderschlüsselzuweisung ist nach dem schleswig-holsteinischen Finanzausgleichsgesetz eine Zuweisung von Geldmitteln an steuerschwächere Gemeinden gemäß § 8 Abs. 2 FAG. Die Sonderschlüsselzuweisung tritt neben die allgemeine Schlüsselzuweisung, die alle Gemeinden beziehen. Besonders steuerstarke Gemeinden müssen die Finanzausgleichsumlage nach § 30 FAG abführen, wobei es sich um ein Gegenstück zur Sonderschlüsselzuweisung handelt.

## Abundanz
Abundante Gemeinden erhalten keine Schlüsselzuweisungen, weil ihr Finanzbedarf von ihrer Finanzkraft gedeckt ist und davon ausgegangen wird, dass sie ihre Ausgaben ohne staatliche Transferleistungen bestreiten können.